# ردود الفعل الوطنية على غارة أسطول الحرية في غزة
تراوحت ردود الفعل الوطنية على غارة أسطول غزة (بالإنجليزية: National reactions to the Gaza flotilla raid) التي وقعت في 31 مايو عام 2010، بين التأييد والإدانة الشديدة لإسرائيل. أعرب المؤيدون لإسرائيل عمومًا عن قلقهم إزاء الخسائر في الأرواح والإصابات التي لحقت بالمدنيين. شملت الانتقادات مقتل وإصابة مدنيين والاستجابة غير المتكافئة وتنفيذ الغارة.

## إسرائيل
أعرب رئيس الوزراء الإسرائيلي بنيامين نتنياهو، الذي كان في كندا في أثناء الحادثة، عن أسفه بالنسبة للخسائر في الأرواح قائلًا بأن هذا يمثل حالة واضحة للدفاع عن النفس لجنود الجيش الإسرائيلي، وصرّح أيضًا عن «دعمه الكامل» للغارة العسكرية وألغى رحلة مقررة إلى الولايات المتحدة للقاء الرئيس الأمريكي باراك أوباما. نُقل عن متحدث باسم رئيس الوزراء قوله بأن نتنياهو «شعر أنه يجب أن يكون في بلده للتعامل مع هذه الحادثة» وقال في مؤتمر صحفي أنه لو لم تمنع إسرائيل الأسطول من كسر الحصار ودخول قطاع غزة بشكل غير قانوني، فإن مئات الأساطيل الأخرى ستصل محملةً بالأسلحة (مجزرة أسطول الحرية). تشبث بموقفه للدفاع عن الغارة وصرّح بأن إسرائيل لن تعتذر أبدًا عن الحادث. في خطاب موجه إلى البلاد في 2 يونيو قال: «إن إسرائيل تواجه نفاقًا واندفاعًا متحيزًا إلى الحكم». وأشار إلى أن عمليات الصعود إلى الطائرات انتهت دون وقوع أية إصابات في خمس من أصل ست سفن في الأسطول. «لكن ثمة سفينة واحدة، حيث انتظر نشطاء إسلاميون متطرفون من أنصار الإرهاب، قواتنا على سطح السفينة بفؤوس وسكاكين».
بعد الصعود إلى الطائرة، قال نائب وزير الخارجية داني أيالون أن الأسطول «كان أسطولًا من الكراهية والعنف». أضاف أيالون بأن محاولة لوصول إلى غزة كانت «استفزازًا متعمدًا وشائنًا» وادعى أن القائمين عليها لهم صلات ليس فقط مع حركة حماس، لكن أيضًا مع الجهاد العالمي وتنظيم القاعدة.
وصف وزير الخارجية الإسرائيلي أفيغادور ليبرمان المجتمع الدولي بأنه «ذو وجهين» وقال إن إسرائيل تتعرض للإدانة بسبب أعمالها العسكرية الدفاعية. قيل أيضًا أن ليبرمان كان «يذكّر» الأمين العام للأمم المتحدة بأنه في الشهر الماضي وحده قُتل أكثر من 500 شخص في حوادث مختلفة في تايلاند وأفغانستان وباكستان والعراق والهند، والتي يُزعم أنها «تم تجاهلها» أثناء إدانة إسرائيل بسبب «أفعالها الدفاعية التي لا لبس فيها». ألغت إسرائيل في وقت لاحق انتقاداتها للهند.
صرّحت زعيمة المعارضة تسيبي ليفني بأن التحالف والمعارضة يؤيدان دعم قوات الدفاع، وأنها مستعدة لمساعدة الحكومة في الجوانب السياسية والتفسيرية لحادث الأسطول. ومع ذلك، اختلفت ليفني مع ما اعتبرته افتقار نتنياهو للسياسة: «العالم يسوده النفاق بالتأكيد، لكن هذا لا يعفينا من تشكيل سياسة، ذلك أنه أكثر من مجرد حادثة واحدة. إن أي شيء يحدث عندما يكون لإسرائيل موقف مختلف في الرأي العام العالمي سيكون له نتيجة مختلفة. أما الآن، فإن أي حادثة منفردة تُعتبر قضية عالمية، وإن الأمر يسير نحو الأسوأ. إننا نصل إلى مرحلة لم تعد فيها قدرة إسرائيل على الدفاع عن نفسها كافية». قالت أيضًا إن عدم وجود سياسة في أعقاب الحادثة سيعرض شرعية إسرائيل ودعم المجتمع الدولي للخطر، في حين أن المجتمع الدولي قد أصر لسنوات على عدم الاعتراف بحركة حماس إلى أن يعترف بإسرائيل ويقبل الاتفاقات السابقة ويؤيد إغلاق غزة بينما «كان من الواضح أن إسرائيل تريد اتفاقًا مع القوى البراغماتية، أي مع الحكومة الفلسطينية الشرعية». قالت ليفني أيضًا أن جنود الجيش الإسرائيلي تصرفوا بشكل مناسب، وهي تؤيد إنشاء لجنة تحقيق داخلية بالتعاون مع الولايات المتحدة.
قال السفير لدى المملكة المتحدة، رون بروسور: «من الواضح – دون أدنى شك - أن هذا لم يكن ناجحًا وأعتقد أنه من الواضح أنه تناول مشكلة كان ينبغي حلها بشكل مختلف. ومع ذلك، تصرف الطرف الآخر بشكل مروع. كانت إسرائيل في حالة حرب مع الإرهابيين. وكانت الخسائر في الأرواح مأساوية وذلك ليس مجرد قول. عندما تنظر إلى الصور... فإنه من الواضح أن رد الفعل كان دفاعًا عن النفس من أجل محاولة إنقاذ حياتك».
رفضت المحكمة العليا الإسرائيلية التماسًا ينقض قرار المدعي العام يهودا وينشتاين بوقف تحقيق الشرطة في الهجوم. في 3 يونيو، قضت المحكمة العليا الإسرائيلية بأن الجنود ردوا بحجة الدفاع عن النفس، وأن حصار غزة وغارة السفن كانا شرعيين.
أعلن وزير الشؤون الاستراتيجية موشيه يعلون، رئيس أركان الجيش الإسرائيلي السابق، أن العملية كانت فاشلة وبدلًا من توزيع الآراء، كانت إسرائيل مشغولة بمحاولة فهم سبب عدم تنفيذ بروتوكول التشغيل الأساسي.

## تركيا
قال نائب رئيس الوزراء التركي بولنت أرينج «باسم الشعب التركي وحكومتنا، ندين بشدة هذه الهجمات»، وأعلن أن تركيا ألغت مباراة كرة القدم تحت 19 سنة ضد إسرائيل. أضاف أيضًا أنه لا ينبغي لأحد أن يعتقد أن تركيا ستعلن الحرب على إسرائيل.
وصف رئيس الوزراء رجب طيب أردوغان بأن الغارة كانت «إرهاب دولة» وقرر العودة من زيارته إلى تشيلي. تحدث أردوغان إلى مجموعة حزب العدالة والتنمية في البرلمان التركي، وقال إن «صداقات تركيا قوية مثل عداوتها». انتقد أردوغان بشدة تصرف إسرائيل قائلًا إنه حتى القراصنة لديهم مدونة سلوك. رفع أردوغان الرهان في خطاب أمام المشرعين قال فيه إنه يجب «معاقبة» إسرائيل على «مذبحتها الدموية» وسط تحذير من أنه لا ينبغي لأحد اختبار صبر تركيا. وقال: «لم يعد من الممكن التستر على فوضى إسرائيل أو تجاهلها. يجب على المجتمع الدولي من الآن فصاعدًا أن يقول «كفى». إن بيانات الإدانة الباردة لا تكفي... يجب أن تكون هناك نتائج». وإن الفعل الإسرائيلي ذاك يُعدّ هجومًا «على القانون الدولي وضمير الإنسانية والسلام العالمي». حتى أنه قال إن إسرائيل تتصرف كما يحلو لها لأن لديها أصدقاء أقوياء. ودعا إسرائيل إلى رفع «الحصار اللاإنساني» عن قطاع غزة، الذي وصفه بأنه «سجن في الهواء الطلق»، وأعلن أنه يفكر في إرسال البحرية التركية لمرافقة أي أسطول مستقبلي أو لزيارة غزة بنفسه من أجل كسر الحصار. وحثّ المجتمع الدولي بالكامل على فرض عقوبات على إسرائيل.
قال الرئيس عبد الله غل: «من الآن فصاعدًا، لن تكون العلاقات التركية الإسرائيلية هي نفسها أبدًا. لقد تركت هذه الحادثة ندبة عميقة لا يمكن معالجتها». وقال أيضًا: «إن تركيا لن تغفر هذا الهجوم». قارن غل تصرفات إسرائيل بتصرفات تنظيم القاعدة وطالب إسرائيل بالاعتذار ودفع التعويضات والبدء بتحقيق شامل في الحادثة ورفع الحصار عن غزة.
أدان بيان لوزارة الخارجية التركية هجوم إسرائيل وأفادت الأنباء أن وزارة الخارجية استدعت السفير الإسرائيلي لتقديم احتجاج. استدعت تركيا سفيرها من إسرائيل. عبّر وزير الخارجية أحمد داود أوغلو لمجلس الأمن الدولي قائلًا بأن إسرائيل «فقدت شرعيتها» نتيجة الغارة، ووصف من ماتوا «بالشهداء». قال أيضًا: «لم يعد من الممكن التستر على فوضى إسرائيل أو تجاهلها. لقد حان الوقت لأن يقول المجتمع الدولي «كفى». وقال أيضًا بأن تركيا مستعدة لتطبيع العلاقات في حال تم رفع الحصار عن غزة لأنه «حان الوقت ليحل الهدوء محل الغضب». ورافق ذلك بدوره بيان قال فيه بأن الجرحى سيبقون في مستشفى تل أبيب تحت رعاية طبيب تركي «ولن نتركهم (الجرحى) تحت رحمة أحد». اعتمد البرلمان التركي بالإجماع قرارًا يدعو مجلس الأمن التابع للأمم المتحدة إلى فرض عقوبات على إسرائيل ووصف الهجوم بأنه «انتهاك فاضح لميثاق الأمم المتحدة والقانون الدولي».
أجرى إيلكير باسبوج، رئيس القوات المسلحة التركية، محادثة هاتفية مع جابي أشكنازي، رئيس الأركان الإسرائيلي، ووصف الغارة بأنها مرفوضة وأشار إلى أن مثل هذه الأعمال يمكن أن تكون لها عواقب وخيمة للغاية. أعلنت تركيا بأن البحرية التركية سترافق جميع سفن الإغاثة المستقبلية.
أدان قادة أحزاب المعارضة في تركيا الغارة على السفن التركية. وصف دولت بهجلي، زعيم حزب الحركة القومية، الهجوم بأنه عدوان لا ينبغي أن تقبله الأمة التركية أبدًا.
أيّد كمال قلجدار أوغلو، رئيس حزب الشعب الجمهوري (سي إتش بي)، جهود الحكومة التركية لقرار مجلس الأمن الدولي لإدانة الحكومة الإسرائيلية قائلًا: «قلنا إننا قدمنا دعمنا لرئيس الوزراء عندما قال بأن الهجمات لن تترك هكذا بدون رد. قلنا أيضًا بأن حزب الشعب الجمهوري سيدعم الحلول التي تتوافق مع مصالحنا الوطنية». لكنه انتقد الحكومة التركية وقال للتلفزيون التركي «الاتحاد الأوروبي والولايات المتحدة يعتبران حركة حماس منظمة إرهابية لذا يجب أن نكون حذرين». صرّح للحكومة أيضًا حول فتح الاتصالات مع إسرائيل قبل الحادثة، مشيرًا إلى أنها سمحت للأسطول بالمضي قدمًا على الرغم من أن العنف كان مرجحًا. طرد أردوغان قلجدار أوغلو باعتباره «مدافعًا» إسرائيليًا بعد أن تلا الأخير وصية التوراة الثامنة «عدم السرقة» والوصية التاسعة «عدم الشهادة للزور».

## جامعة الدول العربية
- في 1 يونيو، دعت جامعة الدول العربية إلى عقد اجتماع طارئ لمناقشة ما وصفته بـ«العمل الإرهابي» الإسرائيلي ضد الأسطول.[25] صرح الأمين العام لجامعة الدول العربية عمرو موسى قائلًا «ندين هذه الجريمة التي ارتُكبت ضد بعثة إنسانية وشعب حاول مساعدة الناس فقط، ولم يكونوا في مهمة عسكرية. يجب على الجميع إدانة ذلك.»[26]
  - صرح محمود عباس، رئيس السلطة الفلسطينية ورئيس منظمة التحرير الفلسطينية منذ 11 نوفمبر 2004، أن «إسرائيل ارتكبت مجزرة»، وأعلن الحداد لمدة ثلاثة أيام. ذكر المسؤول الحكومي الفلسطيني مصطفى البرغوثي أن أفعال إسرائيل ستؤدي إلى تزايد المقاطعة الدولية.[27] صرح سلام فياض أن «إسرائيل تجاوزت جميع التوقعات، وأن الهجوم الذي ارتكبته يُعتبر انتهاكًا صريحًا لجميع العهود والأعراف الدولية ويتعين على جميع المحافل الدولية الرد على ذلك.»[28]
    - دعا المتحدث الرسمي باسم حماس سامي أبو زهري: «جميع العرب والمسلمين إلى الانتفاض أمام السفارات الصهيونية في جميع أنحاء العالم».[29]

  - أدانت الجزائر الهجوم الإسرائيلي على أسطول المساعدات الدولية لغزة «بأشد العبارات» وطالبت المجتمع الدولي بالرد «القوي المجمع عليه».
  - صرحت حكومة البحرين أنها «تدين الهجوم الوحشي الذي شنته البحرية الإسرائيلية على أسطول المساعدات في المياه الدولية، وهو هجوم تسبب في مقتل العديد من الضحايا الأبرياء. أضافت أنه يجب إدانة استخدام إسرائيل للقوة ضد المدنيين، بمن فيهم النساء والأطفال والشيوخ من عدة دول والذين يسعون إلى تقديم المعونة الإنسانية إلى الأشخاص المحاصرين في قطاع غزة، وهو أمر غير مقبول ويتعارض مع القوانين والمعايير الأساسية التي تحكم المياه الدولية».[30]
  - أدانت قنصلية جزر القمر في اسطنبول الغارة.[31]
  - أعرب محمد سياد دواله من جيبوتي، خلال مجلس حقوق الإنسان التابع للأمم المتحدة، عن قلقه إزاء عمليات القتل التي ترتكبها إسرائيل.[32]
  - ندد الرئيس المصري حسني مبارك باستخدام إسرائيل «القوة المفرطة وغير المبررة» واستدعت وزارة الخارجية المصرية السفير الإسرائيلي للتعبير عن إدانتها. أمر الرئيس المصري كذلك بفتح الحدود بين مصر وغزة يوم الثلاثاء للسماح بدخول المساعدات الإنسانية والطبية إلى القطاع.[33][34]
  - أدان مسؤول حكومي عراقي، النائب خير الله البصري (عضو ائتلاف دولة القانون التابع لرئيس الوزراء الحالي نوري المالكي)، الهجوم ووصفه بـ«الكارثة الإنسانية الجديدة، وانتهاك لحقوق الإنسان وخرق للمعايير والقواعد الدولية».[35]
  - وصفت الحكومة الأردنية الهجوم بالـ«جريمة بشعة». علق وزير الاتصالات وشؤون الإعلام نبيل الشريف على العمل الإسرائيلي واصفًا إياه بأنه «جريمة نكراء غير مقبولة» وصرح بأن الأردن يحمل إسرائيل «المسؤولية الكاملة عن أي ضرر يلحق بالأردنيين الموجودين على متن الأسطول».[36]
  - أدان رئيس مجلس الأمة الكويتي جاسم محمد الخرافي الهجوم الإسرائيلي «الشنيع» على الأسطول. حث الأمم المتحدة على ضمان سلامة من كانوا على متن السفينة ورفع الحصار عن غزة. دعا كذلك البرلمان الكويتي إلى عقد جلسة طارئة لمناقشة الهجوم.
  - صرح سعد الحريري، رئيس وزراء لبنان، بأن «الهجوم الإسرائيلي على قافلة المساعدات أمر خطير وطائش من شأنه أن يفاقم التوترات في المنطقة، وأن لبنان يندد بشدة هذا الهجوم ويدعو المجتمع الدولي، ولا سيما الدول الكبرى إلى اتخاذ إجراءات للحد من هذا الانتهاك المستمر لحقوق الإنسان وتهديد السلام الدولي».
    - أصدر الحزب اللبناني المعارض وشبه العسكري، حزب الله، بيانًا استنكر فيه «الجريمة الإرهابية المروعة التي ارتكبتها قوات الاحتلال الصهيوني ضد المدنيين الأبرياء الذين كانوا في مهمة إنسانية للتعبير عن التضامن مع الفلسطينيين المحاصرين في قطاع غزة». أضاف أن ذلك يدل على «الشر المتأصل في الصهاينة والذي يستهدف جميع البشر بغض النظر عن معتقداتهم وأعراقهم طالما أنهم على استعداد للوقوف في مواجهة الإرهاب الصهيوني المستمر ضد الفلسطينيين، وأن هذه الجريمة البشعة تدل على الاستبداد الصهيوني الذي تزايد خلال الأعوام الماضية بسبب الدعم الغربي غير المتناهي للمخطط الصهيوني، وبسبب المقايضات السياسية الخاطئة لبعض الأنظمة العربية».[37]

  - أصدرت وزارة الخارجية الموريتانية بيانا أدانت فيه «بشدة» الهجوم الإسرائيلي ووصفته بأنه «عمل جبان وتحدي جلي للمجتمع الدولي واستمرار رفض إسرائيل للسلام والتعايش». حثت كذلك المجتمع الدولي على «التدخل لتوضيح هذه الجريمة البشعة وإنهاء الاحتلال الإسرائيلي في جميع الأراضي العربية ووقف الحصار المفروض على قطاع غزة».[38]
  - ذكر وزير الخارجية المغربي الطيب الفاسي الفهري أن «المملكة المغربية تشجب بشدة الهجوم المشين الذي شنته إسرائيل على القافلة الإنسانية المتجهة إلى غزة».
  - صرحت سلطنة عمان أن الهجوم «يمثل انتهاكًا صريحًا للقانون الدولي».
  - أدان الأمير القطري الشيخ حمد بن خليفة آل ثاني الغارة الإسرائيلية القاتلة على أسطول المساعدات المتجه إلى غزة، واصفًا إياه بأنه «عمل قرصنة». صرح في منتدى الدوحة 2010، قائلًا «أن الجريمة التي ارتُكبت صباح اليوم ضد المدنيين المؤيدين للفلسطينيين تذكرنا بالحصار الظالم والجائر على قطاع غزة. أدعو جميع المتحدثين باسم الحرية والعدالة والديمقراطية إلى أن يفعلوا شيئًا لفك الحصار المفروض على قطاع غزة حتى لا تذهب دماء هؤلاء الأحرار سدى. هذه رسالة إلى الدول العربية التي تواجه الآن لحظة الحقيقة». صرح كذلك بأن الحصار فُرض على القطاع لأن «شعب غزة مارس حقه الديمقراطي في الانتخابات». أشاد رئيس الوزراء ووزير الخارجية الشيخ حمد بن جاسم بن جبر آل ثاني بالدعوة التي وجهها الأمير وكرر إدانة قطر للاعتداء الإسرائيلي. وصف الهجوم بأنه اعتداء متعمد على الأبرياء وانتهاك صارخ للقانون الدولي والاتفاقيات الدولية. تساءل وزير الخارجية عن «من سيدفع ثمن دماء الذين قُتلوا البارحة»، وحمل المجتمع الدولي مسؤولية التهاون مع مثل هذه «الممارسات الوحشية» والتي قد تعود على المنطقة بتداعيات خطيرة. أعرب كذلك عن تضامن قطر مع تركيا وتأييد العدالة، بينما أعرب عن شكه حول مُضي مبادرة السلام العربية الآن في مفاوضات غير مباشرة ومباشرة عقب «معارضة إسرائيل للسلام».[39]
  - ترأس العاهل السعودي الملك عبد الله بن عبد العزيز آل سعود جلسة مجلس الوزراء السعودي الذي «شجب المجزرة التي ارتكبتها إسرائيل واستنكرها، ووصف الهجوم بأنه عدواني ويعكس ممارسات إسرائيل اللاإنسانية، والتحدي الصريح للعالم بأسره والقانون الدولي، والإصرار على تجويع الشعب الفلسطيني ومنع جميع أنواع الإغاثة الإنسانية، وقتل الأبرياء».